# Turburea (okręg Gorj)
Turburea – wieś w Rumunii, w okręgu Gorj, w gminie Turburea. W 2011 roku liczyła 1244 mieszkańców.